# We've All Been There
We've All Been There è il primo album solista di Alex Band dopo l'esperienza con i The Calling, pubblicato dalla EMI nel 2010.

## Tracce
1. "We've All Been There" - 4:00
2. "What Is Love" - 3:53
3. "Tonight" - 3:57
4. "Forever Yours" - 3:12
5. "Please" - 3:53
6. "Will Not Back Down" - 4:04
7. "Euphoria" - 3:54
8. "Never Let You Go" - 3:52
9. "Only One" - 3:360
10. "Leave (Today Is the Day)" - 3:34
11. "Holding On" - 3:18
12. "Without You" - 4:20
13. "Love" - 3:38
14. "Start Over Again" - 4:06
15. "Cruel One (featuring Chantal Kreviazuk & Emmy Rossum) (traccia bonus nell' edizione deluxe)" - 4.32

### Versione Internazionale
1. "We've All Been There" — 4:01
2. "Tonight" — 4:01
3. "Forever Yours" — 3:13
4. "Will Not Back Down" — 4:06
5. "Please" - 3:53
6. "Without You" — 4:20
7. "Only One" — 3:40
8. "Leave (Today Is the Day)" — 3:35
9. "Never Let You Go" — 3:52
10. "Euphoria" — 3:55
11. "What Is Love" — 3:541
12. "Start Over Again" — 4:06
13. "Love" — 3:39 (traccia bonus)
14. "Tonight" (Acustica) (traccia bonus nell'edizione giapponese)
15. "Rest Of Our Lives" (traccia bonus sull'edizione giapponese)